# Тетерин, Виктор Кузьмич
Виктор Кузьмич Тетерин (25 октября 1922, Бахарево, Тверская губерния — 1 октября 1991, Санкт-Петербург) — советский художник, живописец и график. Член Ленинградской организации Союза художников РСФСР.

## Биография
Виктор Кузьмич Тетерин родился 25 октября 1922 года в деревне Бахарево Тверской губернии в семье крестьян Тетериных — Кузьмы Ивановича и Матрёны Андреевны. С 1930 вместе с родителями жил в Ленинграде. Отец работал маляром в судоремонтных мастерских, мать — портнихой, занималась воспитанием детей и домашним хозяйством. С 1937 года посещал изостудию Ленинградского Дворца пионеров, занимался у А. Эберлинга. В 1940 году поступил в Среднюю художественную школу при Всероссийской Академии художеств, где его педагогами были Павел Наумов, Михаил Натаревич и Ольга Богаевская.
После начала войны оставался в блокадном Ленинграде. В феврале 1942 года вместе со Средней Художественной школой и Академией художеств эвакуировался в Самарканд. В начале 1943 года по состоянию здоровья вернулся в Калининскую область, работал художником на заводе. В сентябре 1943 года поступил на первый курс живописного отделения Московского художественного института имени В. И. Сурикова. В мае 1944 года перевёлся в Ленинград на первый курс ЛИЖСА им. И. Е. Репина. Занимался у Семёна Абугова, Генриха Павловского, Глеба Савинова, Александра Осмёркина.
В 1949 году окончил институт по мастерской Михаила Авилова, в одном выпуске с Николаем Бабасюком, Ростиславом Вовкушевским, Иваном Годлевским, Метой Дрейфельд, Валерием Пименовым, Юрием Подлясским, Марией Рудницкой, Мариной Тиме, Григорием Чепцом, Верой Шестаковой и другими молодыми художниками. Дипломная работа — картина «Товарищ Сталин в ссылке в Нарыме».
С осени 1949 по 1956 год преподавал на кафедре общей живописи ЛВХПУ имени В. И. Мухиной. В том же 1949 году по рекомендации М. Авилова, Г. Павловского и В. Орешникова был принят кандидатом в члены Ленинградского Союза советских художников.
С 1949 года Тетерин участвовал в художественных выставках. Писал преимущественно городские пейзажи и натюрморты, реже — жанровые композиции и портреты. Работал в технике масляной живописи и акварели. В 1953 году Тетерина переводят из кандидатов в члены ЛССХ. Представление об особенностях манеры письма этого периода и её постепенной трансформации дают работы «У Казанского Собора» (1949), «Жатва», «Зима. Павловск» (обе 1950), «Портрет Е. Антиповой в жёлтом», «Натюрморт» (1953), «Гурзуф. Пейзаж» (1953), «Портрет матери за швейной машиной», «Ленинград. Средний проспект Васильевского острова», «Реставрация Инженерного замка», «Мужской портрет» (все 1954), «Натюрморт» (1955), «Персики и груши» (1956), «Перед маем» (1957), «Осенний букет» (1957), «Айва и виноград», «Яблоневая ветка» (обе 1958), «Рабочий паренёк» (1958), «В солнечный день», «Дорожные строители» (обе 1959) и другие.
Если в работах начала 1950-х у Тетерина наблюдается желание с дотошной правильностью передавать реальные формы и без особого отбора натуры фиксировать, например, бытовую жизнь ленинградских улиц, то вскоре художник начинает углубляться в вопросы живописного языка, изучая прежде всего возможности цвета. Этому способствовали поездки в Крым и знакомство с крымской природой, поразившей Тетерина силой солнечного света и яркостью красок и ставшей вдохновляющим источником многих его произведений. В 1956 году Тетерин уходит с преподавательской работы, чтобы полностью посвятить себя творчеству. Много работая с натуры, он соотносит приобретаемый опыт с осмыслением приёмов и живописной системы близких ему мастеров: русских П. Кончаловского, И. Машкова, А. Лентулова, французов П. Сезанна и, в особенности, А. Матисса. Всё вместе, это приблизило обретение Тетериным творческой зрелости и нового качества живописи.
Поворотным для Тетерина стал 1966 год. В созданных портрете-картине «Мои родители», натюрмортах «Айва и чайник», «Конец лета», «Южный натюрморт», пейзажах «Оливковая роща», «Дом с балконами» (все 1966) и других работах впервые в полную силу проявились декоративное понимание натуры, свобода самовыражения, подчёркнутая лёгкость исполнения и раскрепощённость живописи при чёткости пластического языка. Отныне художник основное внимание будет уделять цвету, ритмической организации холста, передаче световоздушной среды. Этим задачам будут подчинены достаточно условные композиция и рисунок, который зачастую станет служить линией, оконтуривающей формы, выявленные цветом.
Успех 1966 года Тетерин сумеет повторить и даже превзойти в произведениях конца 1960-х, а затем рубежа 1970—1980-х годов. Среди них «Натюрморт с розой», «Весна. Вид на реку Смоленку» (обе 1968), «Оливы» (1969), «Средняя Подьяческая улица» (1969), «Красные маки», «Груши и гранаты» (1975), «Натюрморт с шиповником» (1977), «Голубой балкон», «Каллы» (обе 1978), «Девушка в лиловом», «Девушка на подоконнике», «Пионы» (все 1979), «Красные лилии и комод» (1980), «Обнажённая» (1981), «Туалет» (1982), «Яблоки, бутылка и лукошко» (1983), «Натюрморт с испанским кувшином» (1985), «Берег моря в Гурзуфе», «Настольный теннис» (обе 1986) и другие.
По меткому замечанию Г. Чугунова, искусству Виктора Тетерина совершенно не свойственен драматизм. Бурные стихийные явления так же далеки от художника, как и обострённость душевной жизни человека. В этом своеобразие и особая притягательность его творчества. По складу своего характера, мировоззрению, склонностям художник стремился к изображению единства природы и человека, они диктовали ему непреодолимое желание искать в устройстве окружающего мира гармонию, душевную ясность, незамутнённость духовной жизни.
Выставки произведений Тетерина состоялись в Ленинграде-Петербурге в 1966, 1988 и в 1999 годах. В. Тетерин был одним из участников известной выставки «Одиннадцати». Десять живописцев и скульптор, представители «левого крыла» ЛОСХа объединились для участия в выставке 1972 в выставочном зале Союза Художников России на Охте. В выставке приняла участие и жена художника Евгения Антипова. Участвовал также в выставке 26-ти ленинградских и московских художников в петербургском ЦВЗ «Манеж» (1989).
Скончался 1 октября 1991 года в Ленинграде на 69-м году жизни. Похоронен во Всеволожске близ Санкт-Петербурга.
Произведения В. К. Тетерина находятся в Государственном Русском музее, Государственной Третьяковской галерее, в музеях и частных собраниях в России, а также во Франции, Италии, Великобритании, Германии и других странах.